# Алма Задич
Алма Задич (на босненски: Alma Zadić) е австрийска политичка и юристка от бошняшки произход. На 7 януари 2020 г. е назначена за министър на правосъдието на Австрия във второто правителство на Себастиан Курц.

## Биография
Родена е на 24 май 1984 г. в град Тузла, СР Босна и Херцеговина, СФРЮ. През 1994 г. по време на войната в Босна тя бяга с родителите си в Австрия, те се установяват във Виена. Алма е записана като мюсюлманка, но самата тя се отрича от всякаква религиозна принадлежност.
Учи право в Юридическия факултет на Виенския университет, след което завършва магистърска степен в Колумбийския университет в Ню Йорк (САЩ). Като студентка работи като младши изследовател в Международната организация по миграция (МОМ) във Виена и като стажант в Международния наказателен трибунал за бивша Югославия в Хага.
Преди да влезе в политиката, тя работи като старши научен сътрудник в централата на многонационалната адвокатска кантора Freshfields Bruckhaus Deringer в Лондон.

## Политическа дейност
На парламентарните избори в Австрия през 2019 г. е избрана за депутат в Националния съвет на Австрия. На 7 януари 2020 г. тя се заклева във вярност на австрийския президент Александър Ван дер Белен като министър на правосъдието в коалиционното правителство на Себастиан Курц, в съответствие с коалиционното споразумение между Австрийската народна партия на Себастиан Курц със Зелената партия на Вернер Коглер, който става заместник-канцлер.